# Heinrich Barth
Heinrich Barth (Amburgo, 16 febbraio 1821 – Berlino, 25 novembre 1865) è stato un esploratore tedesco.

## Biografia
Nel 1845 si recò in Marocco e da lì raggiunse nel 1847 l'Egitto passando per la costa nordafricana. Nel 1849 fu scelto insieme ad Adolf Overweg per accompagnare James Richardson nella sua spedizione nel Sahara: viaggiò nel cuore dell'Africa fino al 1855, visitando località mai visitate dagli europei.
Rientrato in Germania, fu docente di geografia all'università di Berlino e presidente della Società geografica tedesca.